# Вудли-парк (станция метро)
Вудли-парк (англ. Woodley Park) — подземная станция Вашингтонгского метро на Красной линии. Станция представлена одной островной платформой. С точки зрения архитектуры Вудли-парк схожа с другими станциями подземного участка Красной линии Вудли-парк—Медикал-Сентер, который включает 7 станций. Станция обслуживается Washington Metropolitan Area Transit Authority. Расположена в районе Вудли-парк на пересечении Коннектикут-авеню и 24-й улицы, а также обслуживает близлежащий район Адамс-Морган, Северо-Западный квадрант Вашингтона.
Пассажиропоток — 3.314 млн. (на 2010 год).
Поблизости к станции расположены Национального зоологический парк, мост Дюк-Эллингтон и парк Рок-Крик.
Станция была открыта 5 декабря 1981 года.
Проектное название — Зоологический парк, изменённое в 1979 году. Изначально станция называлась Вудли-парк — Зу, в период 1999-2011 года — Вудли-парк — Зу/Адамс-Морган. Названа станция из-за районов Вудли-парк и Адамс-Морган, Национального зоопарка (в названии Зу — англ. Zoo — зоопарк)
Открытие станции было совмещено с открытием ж/д линии длиной 3,4 км и ещё двух станций: Кливленд-парк и Ван-Несс — Ю-Ди-Си.